# The Turn of a Friendly Card
The Turn of a Friendly Card es el quinto álbum de estudio de la banda inglesa The Alan Parsons Project. Publicado en 1980 por Arista Records se trata de un álbum conceptual, encuadrable en el rock progresivo, que gira en torno a las apuestas y los juegos de azar al estilo de lo que se ve en las salas de juego y casinos de Montecarlo y Las Vegas.

## Concepto del álbum
The Turn of a Friendly Card narra la historia de un hombre adulto quien, tras comenzar a sentirse insatisfecho con su vida, decide ir a un casino a apostar todo cuanto tiene, para luego perderlo completamente. El concepto de riesgo, presente en las mesas de juego, tiene obvios paralelismos con los riesgos que se corren en la vida cotidiana, al tomar decisiones ("apostar" metafóricamente hablando) trascendentales. Al parecer Eric Woolfson encontró abundante inspiración lírica para este concepto al encontrarse en esa época viviendo en el Principado de Mónaco.
El LP original contenía la suite homónima ocupando casi completamente la cara B. En la versión en CD la suite fue dividida en cinco pistas separadas. No obstante hay ediciones que incluyen la canción sin cortes. 
El álbum contiene dos canciones que tuvieron notable difusión en emisoras de radio hasta la actualidad: la rítmica «Games People Play» y la balada «Time». Esta última fue la primera aparición vocal de Eric Woolfson en un disco de The Alan Parsons Project. También son canciones destacadas, en menor medida, la instrumental «The Gold Bug» y la épica «May Be a Price to Pay».

## Lista de canciones
Todas las canciones de este álbum fueron compuestas por Alan Parsons y Eric Woolfson.
Cara A
- «May Be a Price to Pay» (cantada por Elmer Gantry) (4:58)
- «Games People Play» (cantada por Lenny Zakatek) (4:22)
- «Time» (cantada por Eric Woolfson y coros por Alan Parsons) (5:04)
- «I Don't Wanna Go Home» (cantada por Lenny Zakatek) (5:03)

Cara B
- «The Gold Bug» (instrumental) (4:34)
- «The Turn of a Friendly Card» (16:24)
  - «The Turn of a Friendly Card» (Part 1) (cantada por Chris Rainbow)
  - «Snake Eyes» (cantada por Chris Rainbow)
  - «The Ace of Swords» (instrumental)
  - «Nothing Left to Lose» (cantada por Eric Woolfson)
  - «The Turn of a Friendly Card» (Part 2) (cantada por Chris Rainbow)

## Personal
- Orquesta de Cámara de Múnich; director: Eberhard Schoener
- Eric Woolfson: Piano, sintetizador, voz y coros
- Alan Parsons: Sintetizador y coros
- Elmer Gantry: Voz (nombre real: Dave Terry)
- Chris Rainbow: Voz y coros
- Lenny Zakatek: Voz y coros
- David Paton: Bajo y coros
- Ian Bairnson: Guitarra acústica y eléctrica
- Stuart Elliott: Batería y percusión